# Vakhroméievo
Vakhroméievo (en rus: Вахромеево) és un poble de l'óblast d'Astracan, a Rússia, segons el cens del 2010 tenia 150 habitants.